# Jalali
Jalali é uma cidade e uma nagar panchayat no distrito de Aligarh, no estado indiano de Uttar Pradesh.

## Geografia
Jalali está localizada a 27° 52′ N, 78° 16′ L. Tem uma altitude média de 178 metros (583 pés).

## Demografia
Segundo o censo de 2001, Jalali tinha uma população de 17,451 habitantes. Os indivíduos do sexo masculino constituem 54% da população e os do sexo feminino 46%. Jalali tem uma taxa de literacia de 39%, inferior à média nacional de 59.5%: a literacia no sexo masculino é de 49% e no sexo feminino é de 26%. Em Jalali, 18% da população está abaixo dos 6 anos de idade.